# Dolină

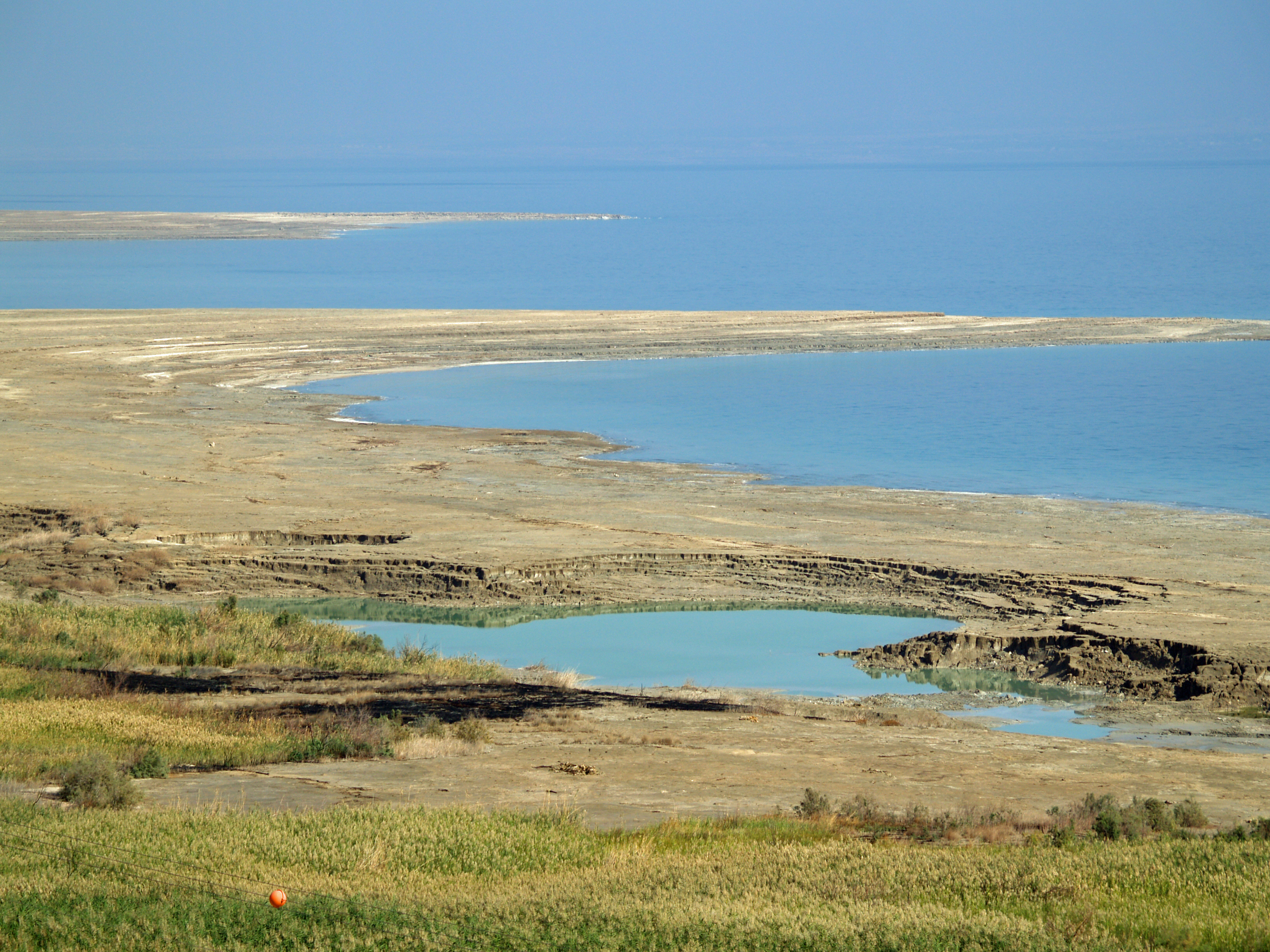
Dolină de lângă Marea Moartă

Dolina este o formă de relief exocarstic elementar, cu aspect de depresiune în formă de pâlnie, mai mult sau mai puțin rotundă, rezultată din dizolvarea rocilor solubile de la suprafață, în special calcar.
Dolinele au diametre de la câțiva metri la peste 1 km, adâncimi până la 100 m și suprafețe de la 0,17 la 150.000 m². Ele se pot grupa, formând mari câmpuri în care densitatea este de 200-400 pe km², fiind capabile să acopere 300.000 m².
După modul de formare, se deosebesc:
- doline de dizolvare, care iau naștere prin dizolvarea treptată a calcarului, ceea ce duce la scobirea formei în rocă
- doline de subsidență, care iau naștere prin coborârea unui strat ce acoperă calcarele
- doline de prăbușire, care iau naștere prin prăbușirea unui gol preexistent

Modul de formare poate fi dedus dupa formă sau după analiza situației geologice.